# André Job
Pour les articles homonymes, voir Job.
André Job est un chimiste français né le 2 avril 1870 à Lunéville et mort le 16 août 1928 à Meudon Bellevue.

## Biographie
Après des études à l'École normale supérieure, le chimiste André Job, fils d'un commerçant installé à Dijon, a été agrégé préparateur, maître de conférence à Rennes, puis professeur de chimie à la Faculté des sciences de Toulouse, ainsi que professeur de chimie générale appliquée à l'industrie au Conservatoire national des arts et métiers, et par la suite professeur de chimie générale à la Faculté des sciences de Paris. 
Ses œuvres complètes ont été réunies par Jean Perrin et Georges Urbain.

## Publications scientifiques
- La Méthode en chimie ; L'œuvre de Berthelot et les théories chimiques ; Le mécanisme de l'oxydation, Villeneuve-d'Ascq, Université de Lille, 2015.
- Œuvres d'André Job, recueillies par Jean Perrin et Georges Urbain, Paris, Société d'éditions scientifiques, 1931 lire en ligne.
- Les Formes chimiques de transition, 1931[1]
- Les Réactions intermédiaires dans la catalyse, rapport au Congrès Solvay de chimie, 1925.
- La Mobilité chimique, 1922.
- De la méthode dans les sciences, par André Job, Louis Blaringhem, Henri Bouasse, Pierre Delbet, Paris, Félix Alcan, 1919.
- La Guerre. La Stérilisation des eaux. La Chimie des aliments., 1916.
- La Guerre. La Chimie du feu et des explosifs., 1915.
- La Conquête de l'azote, 1915.
- La Chimie, 1915.
- Les Progrès des théories chimiques, thèse de doctorat d'André Job, discussion par Marcel Boll et Émile Meyerson, 1913.
- Type simplifié d'uréomètre à volume constant, 1909.
- De la méthode dans les sciences, par Henri Bouasse, Pierre Delbet, Émile Durkheim, Paris, Félix Alcan, 1909.
- Notice sur les travaux scientifiques d'André Job, 1908.
- La méthode en chimie ; L'oeuvre de Berthelot et les théories chimiques ; Le mécanisme de l'oxydation, Paris, Hermann, 1908.
- L'Œuvre de Marcellin Berthelot et les théories chimiques, Paris, Armand Colin, 1907.
- Recherches sur l'oxydation en liqueur alcaline des sels de cobalt et de cérium, 1899.
- Préparation de l'hypobromite par le bromure pour le dosage de l'urée, par André Job et le docteur Clarens.